# 1. Fußball-Club Nürnberg Verein für Leibesübungen 1985-1986
Questa voce raccoglie le informazioni riguardanti il 1. Fußball-Club Nürnberg Verein für Leibesübungen nelle competizioni ufficiali della stagione 1985-1986.

## Stagione
Nella stagione 1985-1986 il Norimberga, allenato da Heinz Höher, concluse il campionato di Bundesliga al 12º posto. In Coppa di Germania il Norimberga fu eliminato al secondo turno dallo Stoccarda.

## Rosa
| N. |                     | Ruolo | Calciatore           |
| -- | ------------------- | ----- | -------------------- |
|    | Germania (bandiera) | P     | Roland Grüner        |
|    | Germania (bandiera) | P     | Herbert Heider       |
|    | Norvegia (bandiera) | D     | Anders Giske         |
|    | Germania (bandiera) | D     | Stefan Hafner        |
|    | Germania (bandiera) | D     | Joachim Philipkowski |
|    | Germania (bandiera) | D     | Norbert Wagner       |
|    | Germania (bandiera) | C     | Ulrich Bittorf       |
|    | Germania (bandiera) | C     | Hans-Jürgen Brunner  |
|    | Germania (bandiera) | C     | Thomas Brunner       |
|    | Germania (bandiera) | C     | Hans Dorfner         |
|    | Germania (bandiera) | C     | Reiner Geyer         |

| N. |                     | Ruolo | Calciatore         |
| -- | ------------------- | ----- | ------------------ |
|    | Germania (bandiera) | C     | Roland Grahammer   |
|    | Germania (bandiera) | C     | Günter Güttler     |
|    | Germania (bandiera) | C     | Dieter Lieberwirth |
|    | Germania (bandiera) | C     | Frank Nitsche      |
|    | Germania (bandiera) | C     | Stefan Reuter      |
|    | Norvegia (bandiera) | A     | Jørn Andersen      |
|    | Germania (bandiera) | A     | Dieter Eckstein    |
|    | Germania (bandiera) | A     | Fred Klaus         |
|    | Germania (bandiera) | A     | Frank Lippmann     |
|    | Germania (bandiera) | A     | Rudolf Stenzel     |

## Organigramma societario
Area tecnica
- Allenatore: Heinz Höher
- Allenatore in seconda:
- Preparatore dei portieri:
- Preparatori atletici:

## Calciomercato

### Sessione estiva
| Acquisti | Acquisti             | Acquisti          | Acquisti |
| R.       | Nome                 | da                | Modalità |
| -------- | -------------------- | ----------------- | -------- |
| A        | Jørn Andersen        | Vålerenga         |          |
| D        | Anders Giske         | Bayer Leverkusen  |          |
| D        | Stefan Hafner        | Monaco 1860       |          |
| C        | Jörg Neun            | Kickers Offenbach |          |
| D        | Joachim Philipkowski | St. Pauli         |          |
| A        | Heinz Schneider      | Weiden            |          |

| Cessioni | Cessioni        | Cessioni        | Cessioni |
| R.       | Nome            | a               | Modalità |
| -------- | --------------- | --------------- | -------- |
| C        | Jörg Neun       | Fortuna Colonia |          |
| A        | Heinz Schneider | Bayreuth        |          |
| D        | Wenanty Fuhl    | Havelse         |          |
| D        | Udo Horsmann    | Monaco 1860     |          |

### Sessione invernale
| Acquisti | Acquisti       | Acquisti      | Acquisti |
| R.       | Nome           | da            | Modalità |
| -------- | -------------- | ------------- | -------- |
| A        | Frank Lippmann | Dinamo Dresda |          |

| Cessioni | Cessioni     | Cessioni     | Cessioni |
| R.       | Nome         | a            | Modalità |
| -------- | ------------ | ------------ | -------- |
| C        | Bjørn Gulden | Strømsgodset |          |

## Risultati

### Bundesliga

#### Girone di andata
| Arbitro: | Föckler |

|  |           |          |
|  | Marcatori | 83’ Kree |

| Arbitro: | Assenmacher |

|            |           |             |
| Krämer 83’ | Marcatori | 4’ Eckstein |

| Arbitro: | Roth |

|                                   |           |           |
| Reuter 71’ Grahammer 73’ Neun 90’ | Marcatori | 54’ Trunk |

| Arbitro: | Bruch |

|              |           |                                                  |
| Bittcher 10’ | Marcatori | 12’ Dorfner 13’ Eckstein 31’, 84’ (rig.) Bittorf |

| Arbitro: | Barnick |

|                                                  |           |                              |
| Brunner 3’ (rig.) Geyer 31’ Grahammer 58’ (rig.) | Marcatori | 44’ Waas 67’ (rig.) Schreier |

| Arbitro: | Uhlig |

|                       |           |             |
| Völler 10’ Pezzey 81’ | Marcatori | 61’ Güttler |

| Arbitro: | Theobald |

|                                  |           |                                          |
| Stenzel 75’ Grahammer 82’ (rig.) | Marcatori | 4’ Hochstätter 45’, 51’ Criens 84’ Bruns |

| Arbitro: | Jupe |

|                          |           |            |
| Lerby 24’ Rummenigge 55’ | Marcatori | 20’ Reuter |

| Arbitro: | Assenmacher |

|  |           |             |
|  | Marcatori | 73’ Zietsch |

| Arbitro: | Zimmermann |

|                       |           |  |
| Hartmann 16’ Thon 88’ | Marcatori |  |

| Arbitro: | Kautschor |

|                                        |           |                               |
| Bittorf 22’ Geyer 50’ Philipkowski 54’ | Marcatori | 30’, 75’ (rig.) Reich 70’ Gue |

| Arbitro: | Schütte |

|                          |           |  |
| Seel 10’ Müller 36’, 59’ | Marcatori |  |

| Arbitro: | Pauly |

|  |           |              |
|  | Marcatori | 81’ Schröder |

| Arbitro: | Horeis |

|                                       |           |             |
| Littbarski 21’ (rig.), 60’ Dickel 63’ | Marcatori | 4’ Eckstein |

| Arbitro: | Gabor |

|             |           |                      |
| Andersen 2’ | Marcatori | 57’, 69’ Guðmundsson |

| Arbitro: | Osmers |

|                                            |           |                    |
| Eckstein 10’ Andersen 44’ Philipkowski 86’ | Marcatori | 19’, 74’ Holmqvist |

| Arbitro: | Wahmann |

|  |           |              |
|  | Marcatori | 33’ Eckstein |

#### Girone di ritorno
| Arbitro: | Barnick |

|                    |           |                      |
| Kree 34’ Kuntz 77’ | Marcatori | 48’ (rig.) Grahammer |

| Arbitro: | Weber |

|                                                               |           |                        |
| Güttler 29’ Philipkowski 39’ Grahammer 62’ (rig.) Brunner 70’ | Marcatori | 25’ (rig.) Falkenmayer |

| Arbitro: | Broska |

|  |           |                                               |
|  | Marcatori | 29’ Lieberwirth 72’ Philipkowski 84’ Eckstein |

| Norimberga 1º febbraio 1986, ore 15:30 CET 21ª giornata | Norimberga | 0 – 0 referto | Borussia Dortmund | Städtisches Stadion (25 500 spett.)\| Arbitro: \| Heitmann \| |
| Arbitro:                                                | Heitmann   |               |                   |                                                               |

| Leverkusen 8 febbraio 1986, ore 15:30 CET 22ª giornata | Bayer Leverkusen | 0 – 0 referto | Norimberga | Ulrich-Haberland-Stadion (8 300 spett.)\| Arbitro: \| Werner \| |
| Arbitro:                                               | Werner           |               |            |                                                                 |

| Arbitro: | Ahlenfelder |

|                        |           |                 |
| Geyer 76’ Eckstein 84’ | Marcatori | 45’, 60’ Wolter |

| Arbitro: | Zimmermann |

|                                              |           |  |
| Hochstätter 28’ Mill 41’ (rig.) Winkhold 74’ | Marcatori |  |

| Arbitro: | Kautschor |

|  |           |                |
|  | Marcatori | 62’ Rummenigge |

| Arbitro: | Osmers |

|                               |           |              |
| Allgöwer 45’, 56’ Schäfer 47’ | Marcatori | 69’ Eckstein |

| Arbitro: | Dellwing |

|                                            |           |            |
| Schipper 17’ (aut.) Andersen 43’ Geyer 50’ | Marcatori | 90’ Täuber |

| Arbitro: | Föckler |

|  |           |                                   |
|  | Marcatori | 11’ (rig.) Grahammer 89’ Eckstein |

| Arbitro: | Pauly |

|                         |           |  |
| Eckstein 8’ Nitsche 74’ | Marcatori |  |

| Arbitro: | Weber |

|                         |           |           |
| Schröder 2’ Gründel 17’ | Marcatori | 29’ Klaus |

| Arbitro: | Wiesel |

|                                    |           |  |
| Giske 37’ Nitsche 48’ Andersen 73’ | Marcatori |  |

| Arbitro: | Roth |

|                                                                  |           |                           |
| Loontiens 2’, 40’, 77’ Raschid 14’ Bommer 50’ (rig.) Feilzer 60’ | Marcatori | 18’ Eckstein 86’ Andersen |

| Arbitro: | Föckler |

|                            |           |             |
| Demandt 19’ Bockenfeld 28’ | Marcatori | 78’ Güttler |

| Arbitro: | Broska |

|                                   |           |  |
| Grahammer 42’ (rig.) Eckstein 62’ | Marcatori |  |

### Coppa di Germania
| Arbitro: | Boos |

|                               |           |                                                                                 |
| Wizemann 71’ Pletschacher 89’ | Marcatori | 18’, 39’ (rig.) Reuter 41’, 46’ Geyer 52’ Stenzel 69’ Eckstein 71’ Philipkowski |

| Arbitro: | Ahlenfelder |

|  |           |            |
|  | Marcatori | 6’ Nushöhr |

## Statistiche

### Statistiche di squadra
| Competizione      | Punti | In casa | In casa | In casa | In casa | In casa | In casa | In trasferta | In trasferta | In trasferta | In trasferta | In trasferta | In trasferta | Totale | Totale | Totale | Totale | Totale | Totale | DR |
| Competizione      | Punti | G       | V       | N       | P       | Gf      | Gs      | G            | V            | N            | P            | Gf           | Gs           | G      | V      | N      | P      | Gf     | Gs     | DR |
| ----------------- | ----- | ------- | ------- | ------- | ------- | ------- | ------- | ------------ | ------------ | ------------ | ------------ | ------------ | ------------ | ------ | ------ | ------ | ------ | ------ | ------ | -- |
| Bundesliga        | 29    | 17      | 8       | 3       | 6       | 31      | 22      | 17           | 4            | 2            | 11           | 20           | 32           | 34     | 12     | 5      | 17     | 51     | 54     | -3 |
| Coppa di Germania | -     | 1       | 0       | 0       | 1       | 0       | 1       | 1            | 1            | 0            | 0            | 7            | 2            | 2      | 1      | 0      | 1      | 7      | 3      | +4 |
| Totale            | 29    | 18      | 8       | 3       | 7       | 31      | 23      | 18           | 5            | 2            | 11           | 27           | 34           | 36     | 13     | 5      | 18     | 58     | 57     | +1 |

### Andamento in campionato
| Giornata  | 1  | 2  | 3 | 4 | 5 | 6 | 7 | 8  | 9  | 10 | 11 | 12 | 13 | 14 | 15 | 16 | 17 | 18 | 19 | 20 | 21 | 22 | 23 | 24 | 25 | 26 | 27 | 28 | 29 | 30 | 31 | 32 | 33 | 34 |
| --------- | -- | -- | - | - | - | - | - | -- | -- | -- | -- | -- | -- | -- | -- | -- | -- | -- | -- | -- | -- | -- | -- | -- | -- | -- | -- | -- | -- | -- | -- | -- | -- | -- |
| Luogo     | C  | T  | C | T | C | T | C | T  | C  | T  | C  | T  | C  | T  | C  | C  | T  | T  | C  | T  | C  | T  | C  | T  | C  | T  | C  | T  | C  | T  | C  | T  | T  | C  |
| Risultato | P  | N  | V | V | V | P | P | P  | P  | P  | N  | P  | P  | P  | P  | V  | V  | P  | V  | V  | N  | N  | N  | P  | P  | P  | V  | V  | V  | P  | V  | P  | P  | V  |
| Posizione | 14 | 13 | 9 | 5 | 3 | 5 | 9 | 10 | 13 | 13 | 13 | 15 | 16 | 17 | 17 | 17 | 17 | 17 | 16 | 15 | 14 | 14 | 13 | 14 | 15 | 16 | 15 | 14 | 11 | 12 | 11 | 12 | 14 | 12 |

Legenda:

Luogo: C = Casa; T = Trasferta. Risultato: V = Vittoria; N = Pareggio; P = Sconfitta.

### Statistiche dei giocatori
| Giocatore       | Bundesliga | Bundesliga | Bundesliga  | Bundesliga | Coppa di Germania | Coppa di Germania | Coppa di Germania | Coppa di Germania | Totale   | Totale | Totale      | Totale     |
| Giocatore       | Presenze   | Reti       | Ammonizioni | Espulsioni | Presenze          | Reti              | Ammonizioni       | Espulsioni        | Presenze | Reti   | Ammonizioni | Espulsioni |
| --------------- | ---------- | ---------- | ----------- | ---------- | ----------------- | ----------------- | ----------------- | ----------------- | -------- | ------ | ----------- | ---------- |
| J. Andersen     | 22         | 5          | 2           | 0          | 0                 | 0                 | 0                 | 0                 | 22       | 5      | 2           | 0          |
| U. Bittorf      | 13         | 3          | 3           | 0          | 2                 | 0                 | 0                 | 0                 | 15       | 3      | 3           | 0          |
| H. Brunner      | 15         | 1          | 0           | 0          | 1                 | 0                 | 0                 | 0                 | 16       | 1      | 0           | 0          |
| T. Brunner      | 32         | 1          | 2           | 0          | 2                 | 0                 | 0                 | 0                 | 34       | 1      | 2           | 0          |
| H. Dorfner      | 17         | 1          | 2           | 0          | 2                 | 0                 | 1                 | 0                 | 19       | 1      | 3           | 0          |
| D. Eckstein     | 33         | 12         | 5           | 0          | 2                 | 1                 | 0                 | 0                 | 35       | 13     | 5           | 0          |
| R. Geyer        | 28         | 4          | 2           | 0          | 2                 | 2                 | 0                 | 0                 | 30       | 6      | 2           | 0          |
| A. Giske        | 19         | 1          | 0           | 0          | 0                 | 0                 | 0                 | 0                 | 19       | 1      | 0           | 0          |
| R. Grahammer    | 28         | 7          | 6           | 1          | 0                 | 0                 | 0                 | 0                 | 28       | 7      | 6           | 1          |
| R. Grüner       | 14         | 0          | 1           | 0          | 1                 | 0                 | 0                 | 0                 | 15       | 0      | 1           | 0          |
| G. Güttler      | 34         | 3          | 4           | 0          | 2                 | 0                 | 0                 | 0                 | 36       | 3      | 4           | 0          |
| S. Hafner       | 0          | 0          | 0           | 0          | 1                 | 0                 | 1                 | 0                 | 1        | 0      | 1           | 0          |
| H. Heider       | 20         | 0          | 1           | 0          | 1                 | 0                 | 0                 | 0                 | 21       | 0      | 1           | 0          |
| F. Klaus        | 6          | 1          | 0           | 0          | 0                 | 0                 | 0                 | 0                 | 6        | 1      | 0           | 0          |
| D. Lieberwirth  | 25         | 1          | 3           | 0          | 1                 | 0                 | 0                 | 0                 | 26       | 1      | 3           | 0          |
| F. Lippmann     | 0          | 0          | 0           | 0          | 0                 | 0                 | 0                 | 0                 | 0        | 0      | 0           | 0          |
| J. Neun         | 6          | 1          | 0           | 0          | 1                 | 0                 | 0                 | 0                 | 7        | 1      | 0           | 0          |
| F. Nitsche      | 11         | 2          | 0           | 0          | 0                 | 0                 | 0                 | 0                 | 11       | 2      | 0           | 0          |
| J. Philipkowski | 29         | 4          | 3           | 0          | 2                 | 1                 | 0                 | 0                 | 31       | 5      | 3           | 0          |
| S. Reuter       | 33         | 2          | 3           | 0          | 2                 | 2                 | 0                 | 0                 | 35       | 4      | 3           | 0          |
| H. Schneider    | 2          | 0          | 1           | 0          | 0                 | 0                 | 0                 | 0                 | 2        | 0      | 1           | 0          |
| R. Stenzel      | 19         | 1          | 0           | 0          | 2                 | 1                 | 0                 | 0                 | 21       | 2      | 0           | 0          |
| N. Wagner       | 27         | 0          | 5           | 0          | 2                 | 0                 | 0                 | 0                 | 29       | 0      | 5           | 0          |